# 一宮スポーツ文化センター
一宮スポーツ文化センター（いちのみやスポーツぶんかセンター）は、愛知県一宮市にある公共施設である。

## 概要
- 市民の文化及び体育の向上のための施設である[2]。1978年（昭和53年）開館。
- 一宮市の体育施設（屋内スポーツ施設）であり、文化施設（市民会館・文化会館・センター）である。
- 指定管理者制度を導入しており、シンコースポーツ・新生ビルテクノグループが指定管理者である[3]。
- 真清田神社境内に隣接する。

## 施設概要
4階
- 体育室

面積798m2。天井の高さは7.38m。バスケットボール、バレーボール、バドミントン、ソフトテニスなどの利用が可能。
- 剣道場
- 柔道場

3階
- 小ホール

舞台のあるホール。面積327m2。収容人数は約270人。
- トレーニング室

トレーニングジム、浴室、サウナがある。
- 音楽室
- 研修室（第3）
- 日本間（3室）
- 会議室（第4～7）

2階
- 研修室（第1・2）
- 会議室（第1～3）
- 展示室（第1～3）
- ますみいこいの広場

高齢者のための福祉施設。
1階
- スポーツフロアー

面積960m2。天井の高さは4.0m。空手、新体操、バレエ、ダンスなどの他、イベントや展示会でも利用可能。
- 料理室
- 児童訓練室　はとぽっぽ

障害・発達支援の母子通園施設。

## 利用案内
- 開館時間：9:00 - 21:00[2]
- 休館日：第1月曜日、第3月曜日、年末年始（12月29日 - 1月3日）[2]

## 交通アクセス
- JR東海道本線「尾張一宮駅」、名古屋鉄道名古屋本線・尾西線名鉄一宮駅下車、徒歩で約10分。
- 名鉄バス光明寺線「一宮スポーツ文化センター」バス停下車、徒歩約2分
- 名鉄バス一宮・宮田線、一宮・川島C線、古知野線、江南団地C線「本町」バス停下車、徒歩約5分
- i-バス千秋町コース（千秋ふれあいバス）「本町」バス停下車、徒歩約5分